# Björn Afzeliuspriset
Björn Afzeliuspriset, Hoola Bandoola Bands pris till Björn Afzelius minne var en svensk utmärkelse utdelad årligen 2002–2011. 

## Bakgrund
Björn Afzelius, medlem i Hoola Bandoola Band, avled under tåget 1999. Samma år gav Hoola Bandoola Band ut livealbumet ...för dom som kommer sen, inspelad under bandets återföreningsturné 1996. Överskottet från skivan placerades i en fond förvaltad av en stiftelse, Stiftelsen Hoola Bandoola Band. Från 2002 till 2011, på Björn Afzelius födelsedag den 27 januari, delades ett pris ut till en eller flera personer som "verkat i Björn Afzelius anda". Prissumman var mellan 10 000 och 15 000 svenska kronor. I januari 2012 meddelades att priset inte längre kommer att delas ut, eftersom medlen tagit slut.

## Mottagare
- 2002 Janne Josefsson och Hannes Råstam
- 2003 Andreas Malm
- 2004 Asylgruppen i Malmö
- 2005 Peter Birro och Agneta Fagerström-Olsson, Nabila Abdul Fattah
- 2006 Anita Dorazio
- 2007 Erik Wijk och Åsa Linderborg
- 2008 Johan Ehrenberg
- 2009 Emil Jensen
- 2010 Fredrik Gertten
- 2011 Flattr AB